# Новостройка (Нагорський район)
Новостро́йка (рос. Новостройка) — селище у складі Нагорського району Кіровської області, Росія. Входить до складу Чеглаківського сільського поселення.
Населення становить 94 особи (2010, 127 у 2002).
Національний склад станом на 2002 рік — росіяни 99 %.